# Karya Mukti (Muara Kelingi)
Karya Mukti is een bestuurslaag in het regentschap Musi Rawas van de provincie Zuid-Sumatra, Indonesië. Karya Mukti telt 1439 inwoners (volkstelling 2010).